# Hyakkai Zukan
Hyakkai-Zukan (百怪図巻?   "El volumen ilustrado de un centenar de demonios") Es un colección de ilustraciones en pergamino que datan del periodo Edo de Japón (del 24 de marzo de 1603 hasta el 3 de mayo de 1868). Su autoría se atribuye al artista Sawaki Suushi (1707, †1772) alumno de Itcho Hanabusa, un renombrado pintor. Terminado en 1737, estos pergaminos son bestiarios de lo sobrenatural, colecciones de fantasmas, espíritus y monstruos, para los cuales Suushi se basa en la literatura, el folclore, la Mitología japonesa y el Arte de Japón.
El Hyakkai-Zukan tuvo una profunda influencia en la posterior imaginería de los yokai en Japón por generaciones. Este conjunto de 30 pinturas sobre el tema de los Yōkai está clasificado como uno de los productos de mejor calidad en lo referente a bestiarios japoneses, un punto de referencia para todos los trabajos posteriores sobre yōkai.
Se dice que autores como Toriyama Sekien (1712-1788) (artista de la impresión del género ukiyo-e de pintura japonesa, que se especializó en yōkai)  consultaron el Hyakkai-Zukan para documentarse sobre yōkai.
Estos pergaminos se guardan en el museo de la prefectura de Fukuoka.

## Galería de pergaminos

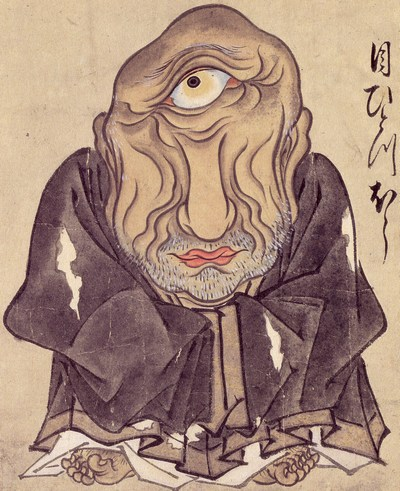
Mehitotsubou (目一つ坊?)
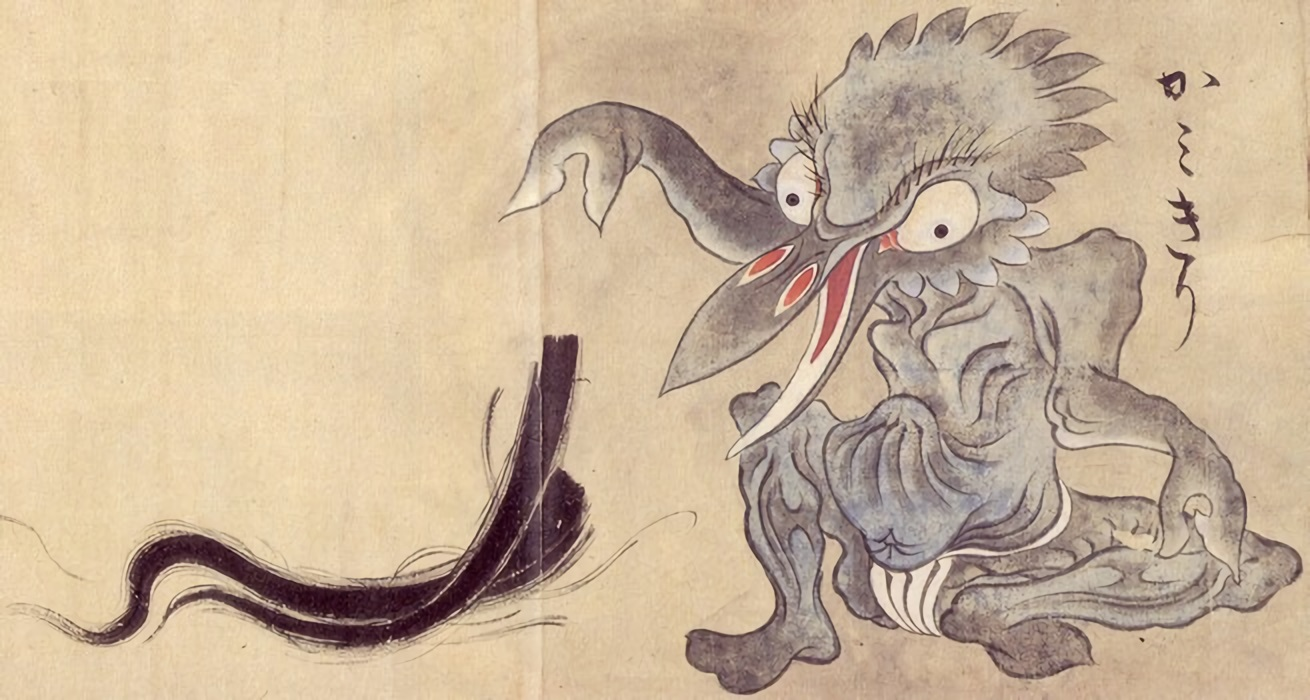
kamikiri (髪切り?)
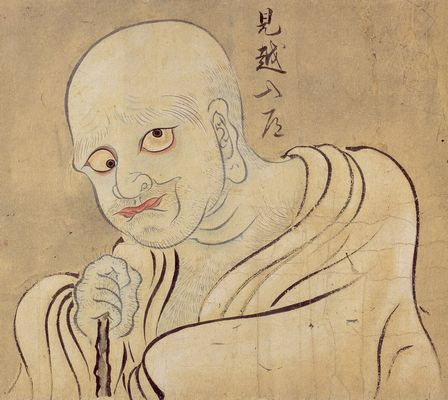
Mikoshi-nyūdō (見越入道?)
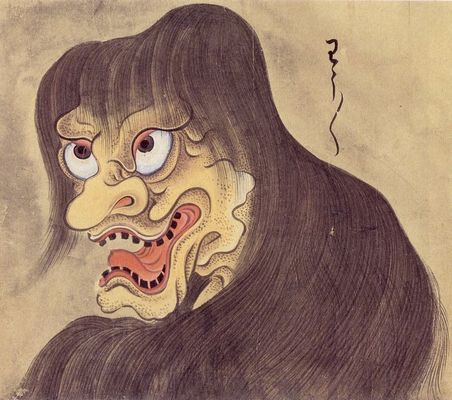
Oni (苧うに?)
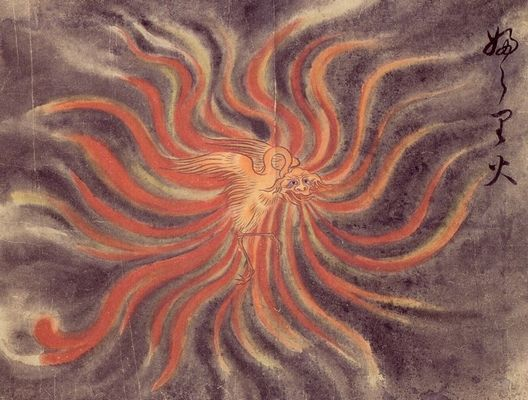
Furaribi (ふらり火?)
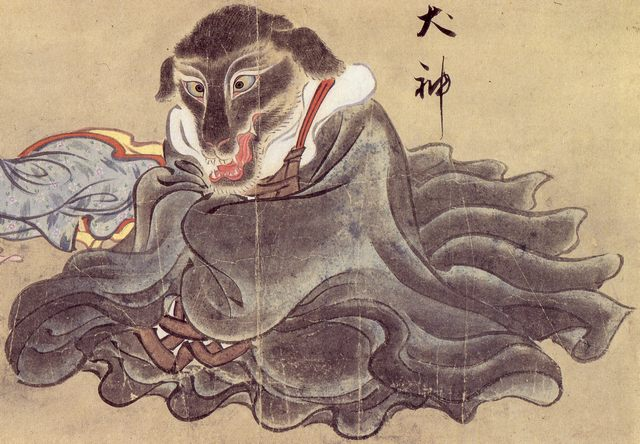
Inugami (犬神?)
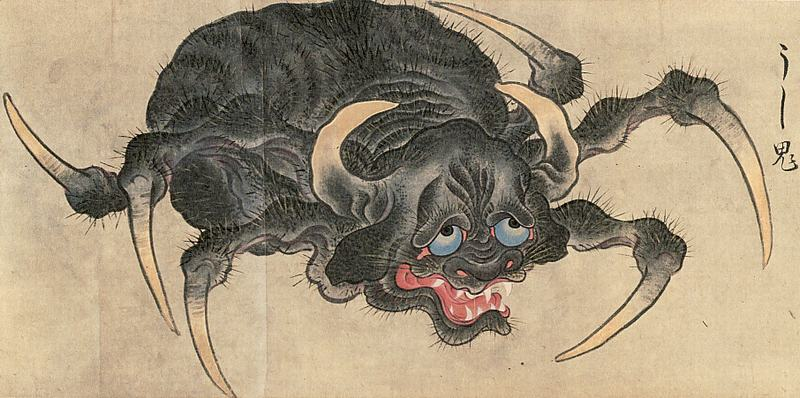
Ushi-oni (牛鬼?)
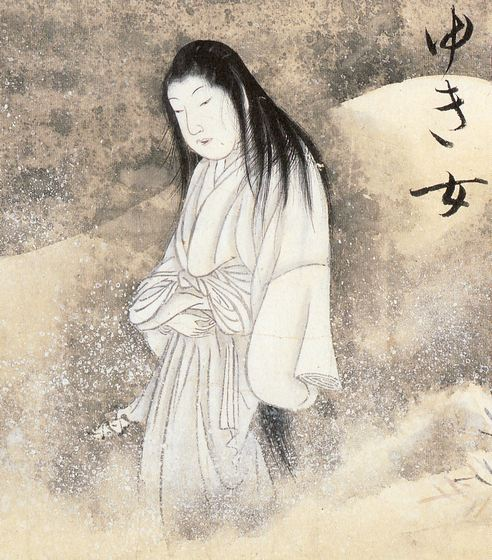
Yuki-onna (雪女?)
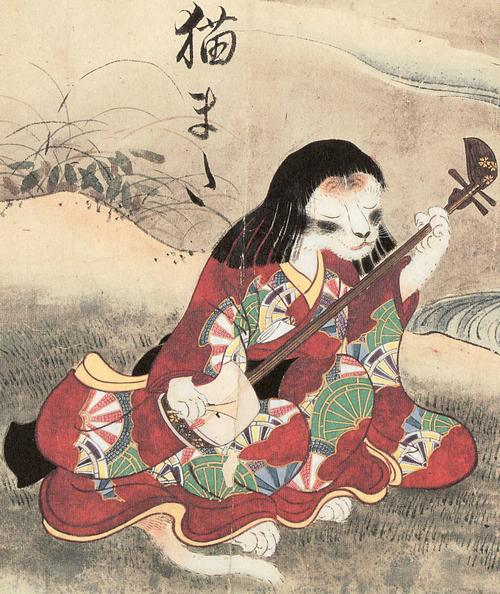
Nekomata (猫又?)
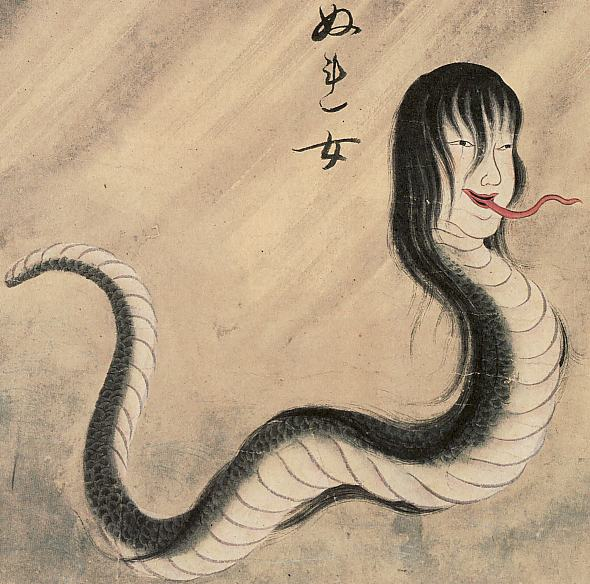
Nure-onna (濡女?)
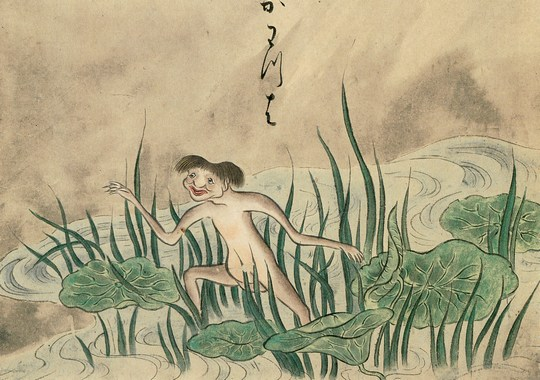
Kappa (河童?)
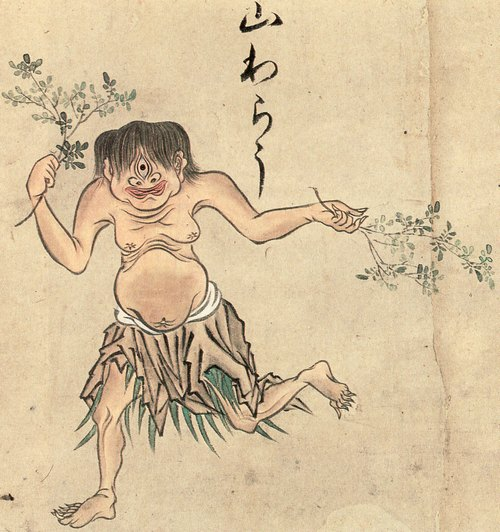
Yama-waro (山童?)
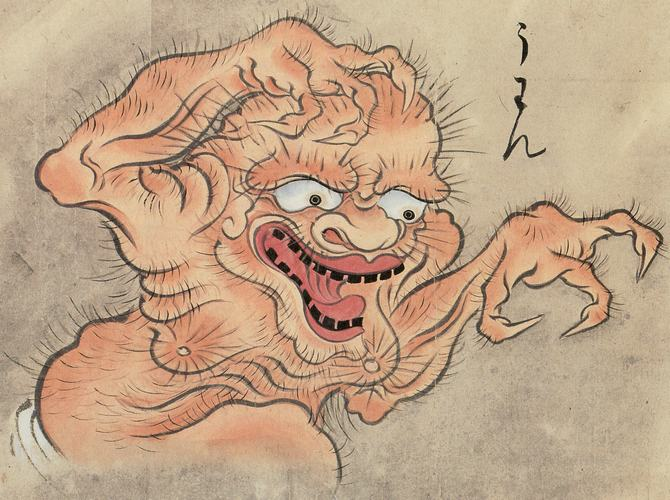
Uwan (うわん?)
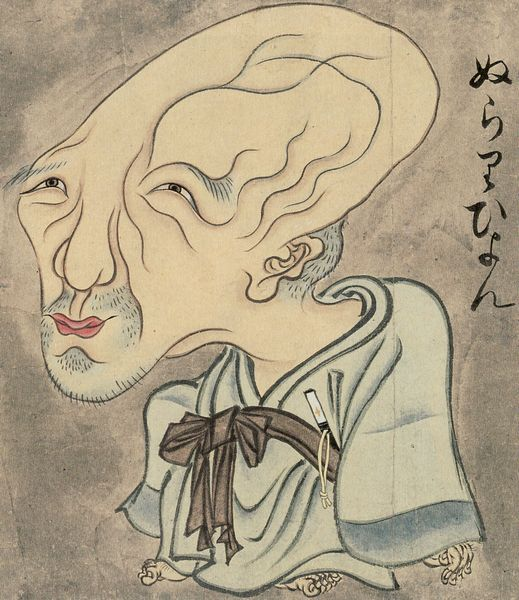
Nurarihyon (ぬらりひょん?)
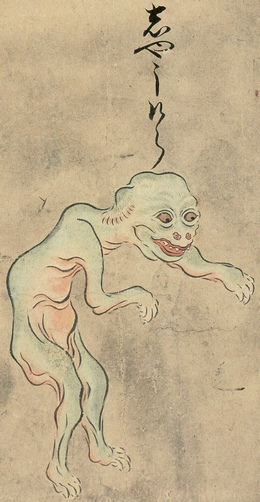
Shokera (しょうけら?)
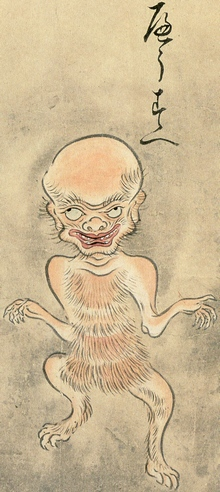
Hyosubea (ひょうすべ?)
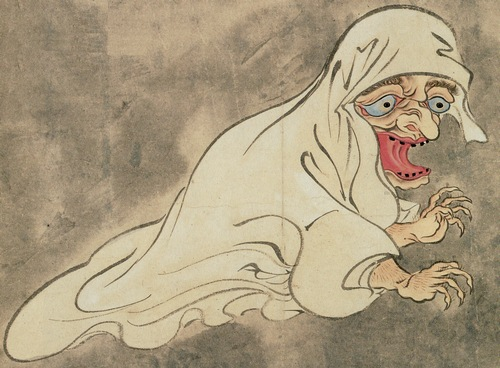
Gagoze (元興寺 (妖怪) がごぜ?)
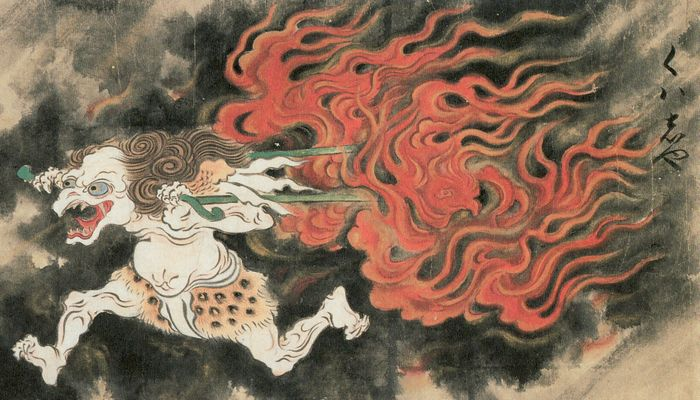
Kasha (火車 (妖怪) 火車?)
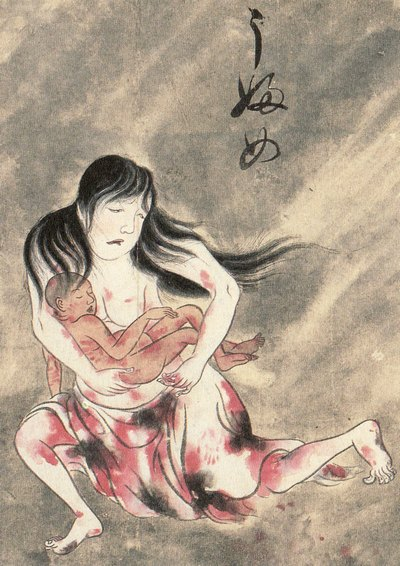
Ubume (産女 うぶめ?)
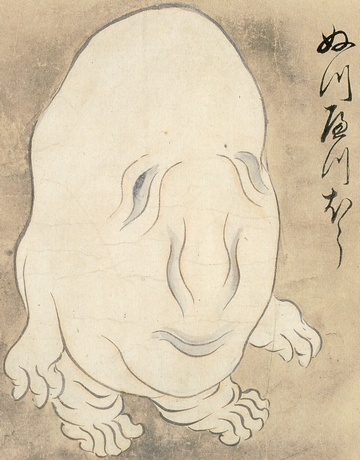
Nuppeppo (ぬっぺふほふ ぬつへつほう?)
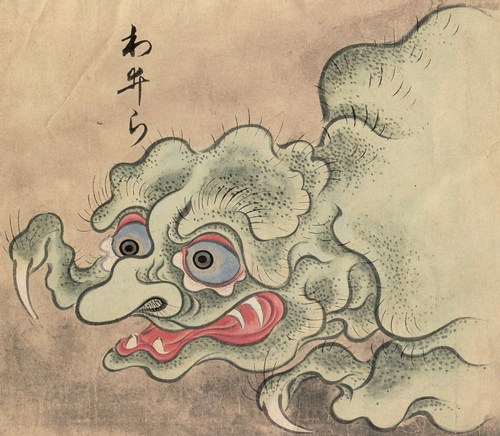
Waira (わいら?)
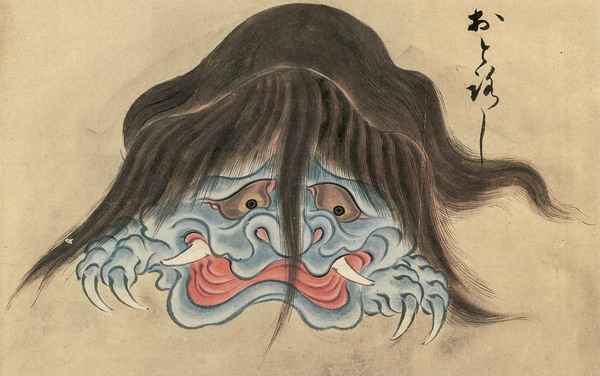
Otoroshi (おとろし?)
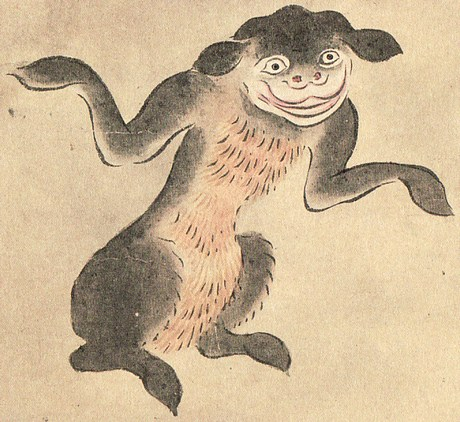
Yama-biko (山彦 山びこ?)
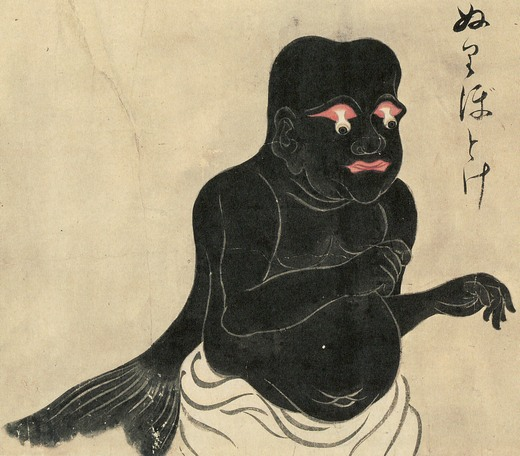
Nuribotoke (塗仏 ぬりぼとけ?)
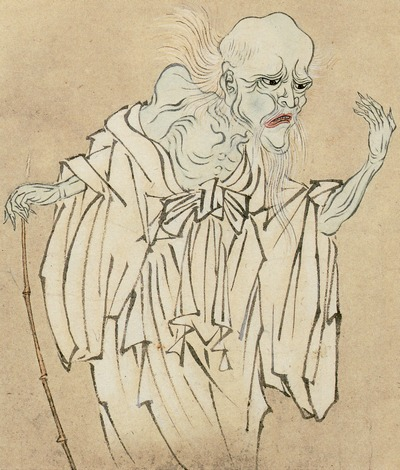
Yume-no-seirei (夢のせいれい?)
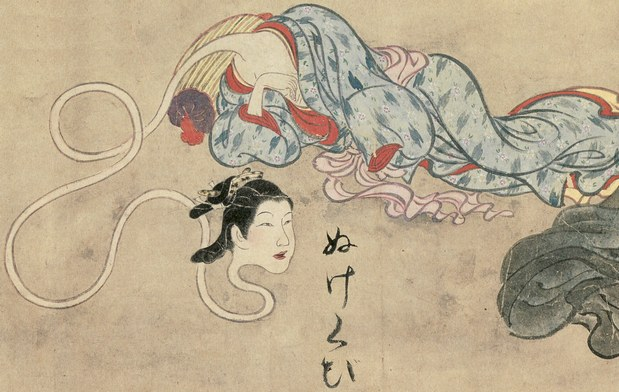
Nukekubi (ろくろ首 ぬけくび?)
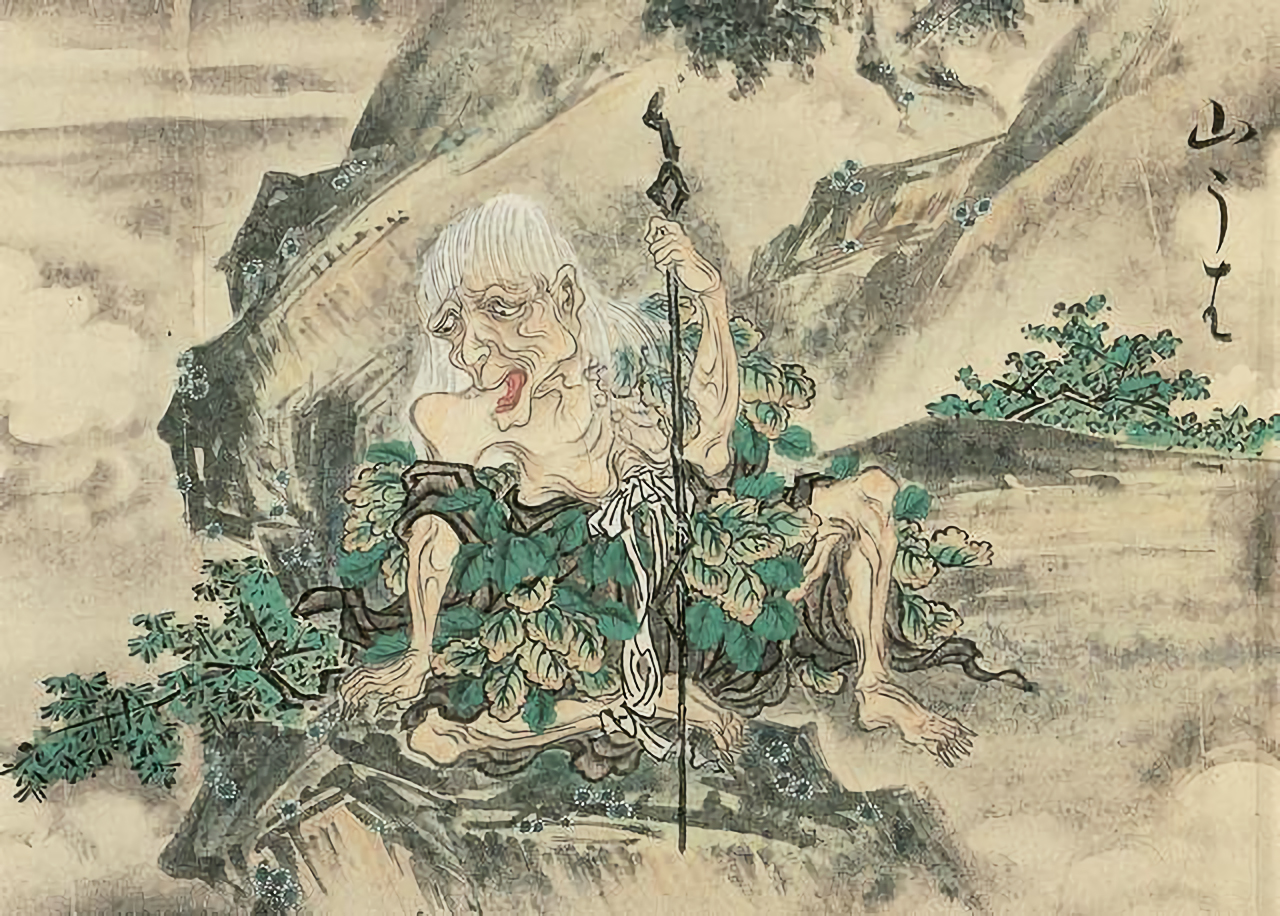
Yama-uba (山姥 山うは?)
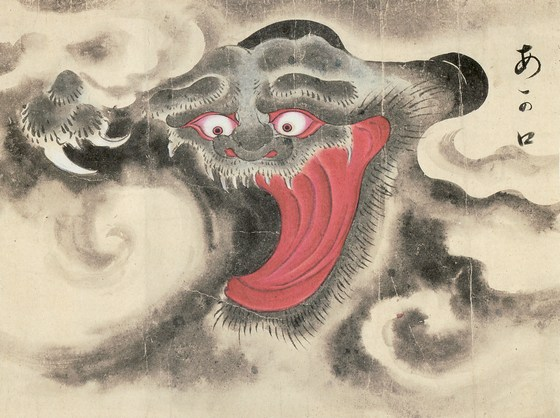
Akakuch (赤舌 あか口?)
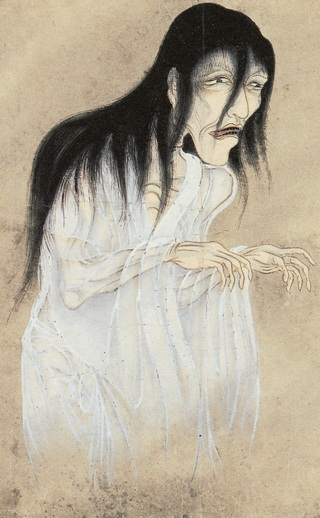
Yurei (幽霊 ゆふれゐ?)
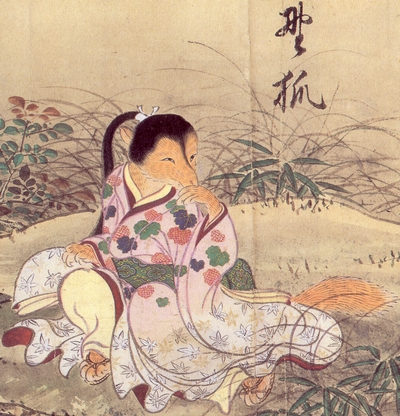
Yako (野狐?)